# Захаро-Обливский
Захаро-Обливский — хутор в Тацинском районе Ростовской области.
Входит в состав Скосырского сельского поселения.
Население 305 человек.

## География

### Улицы
- ул. Зелёная,
- ул. Ленина,
- ул. Лесная,
- ул. Мира,
- ул. Набережная.

## Население
| 2010 |
| ---- |
| 299  |